# Cyclamed

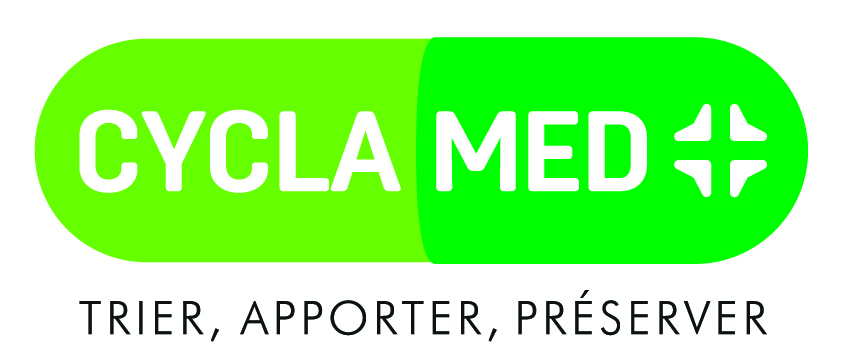
Logo Cyclamed

Cyclamed est une association française, créée en 1993 dont la principale mission est de collecter les médicaments non utilisés rapportés par les particuliers en pharmacie, en tant qu'éco-organisme, dans le cadre de la responsabilité élargie du producteur. Depuis 2007, la collecte est obligatoire dans toutes les pharmacies.

## Organisation

### Mission
Sa mission de collecte et d’élimination des Médicaments Non Utilisés (MNU)  est approuvée par les pouvoirs publics (la première fois en 1993). L’objectif est de limiter les risques sanitaires (intoxication médicamenteuse) et environnementaux des médicaments (pollution des rivières et des nappes phréatiques).
La collecte concerne tous les MNU (périmés ou non) sous toutes leurs formes (comprimés, gélules, sirops, aérosols…) et leurs emballages associés.
Elle ne concerne pas :
- la parapharmacie (produits de beauté, complément alimentaire…) ;
- les produits chimiques (alcool…) ;
- les produits vétérinaires ;
- les seringues et aiguilles usagés (déchets d'activités de soins à risques infectieux et assimilés - DASRIA - appelés aussi déchets d’activité de soin à risque infectieux - DASRI) ;
- les emballages vides de médicaments et les notices ;
- les MNU des professionnels.

### Fonctionnement
Les médicaments collectés suivent plusieurs étapes:
1. collecte par les pharmaciens des MNU rapportés par les particuliers et placement dans un carton dédié
2. collecte des cartons auprès des pharmacies par les grossistes-répartiteurs (qui approvisionnent les pharmacies en médicaments) et stockage dans un conteneur
3. transport des conteneurs de cartons du grossiste à usine de valorisation énergétique
4. valorisation énergétique sous forme de chaleur ou d’électricité

### Financement
Les laboratoires pharmaceutiques sont les seuls contributeurs financiers. Ils versent une cotisation de 0,43 centimes d’euros par boîte de médicaments vendue en officine. En 2024, le budget était d'environ 13 millions d’euros.

### Chiffres
En 2011, 1,3 million de cartons ont été collectés, ce qui représente 14 600 tonnes de médicaments non utilisés (en progression de 9,3 % en prenant en compte la baisse du nombre de boîtes de médicaments mises sur le marché).
Près des trois quarts (72 %) des Français déclarent rapporter leurs MNU en pharmacie, dont 66 % de façon systématique (Étude LH2, 2011). En 2010, la quantité récupérée représente près de 55 % du gisement disponible de médicaments non utilisés.

## Histoire

### Création (1993)
À l'origine, le projet est né et a été développé au sein de la Jeune Chambre Économique de Rochefort dans les années 1980[réf. nécessaire] pour ensuite être transmis[pas clair], comme toutes actions menées par le réseau JCEF.
Par le décret n° 92-377 du 1er avril 1992, tout fabricant de produits destinés au public, a obligation de contribuer à l’élimination des déchets d’emballage de ses produits. En 1993, Cyclamed a donc été créée dans ce cadre réglementaire. À cette première mission s’est ajoutée la collecte des médicaments non utilisés afin de limiter les risques sanitaires et environnementaux des médicaments.

### Obligation de collecte (2007)
À la suite d'une loi en 2007 « Les officines de pharmacie et les pharmacies à usage intérieur sont tenues de collecter gratuitement les médicaments à usage humain non utilisés apportés par les particuliers qui les détiennent ». En 2009, dans le cadre de la responsabilité élargie du producteur (REP), un décret organise et encadre la collecte des médicaments non utilisés. Dans ce nouveau cadre, Cyclamed a été agréée en 2010.
En 2007, le Parlement français vote la fin du dispositif de valorisation humanitaire, dont les organisations de solidarité internationale avaient constaté les effets contre-productifs ; depuis 1996, l'Organisation mondiale de la santé proscrivait l'utilisation de médicaments de collecte. Cette décision faisait suite à un rapport de l’IGAS de 2005. Celui-ci dénonçait à la fois l’incitation au gaspillage du recyclage humanitaire (alors que seulement 2 % étaient ainsi valorisés) et l’inadéquation des médicaments aux besoins humanitaires (notices incompréhensibles pour les non francophones, des médicaments non-adaptés aux pays du Sud…). La fin du recyclage humanitaire des médicaments est devenue effective à partir du 1er janvier 2009. Cyclamed conserve néanmoins l’organisation de la collecte des médicaments non utilisés pour éviter notamment les pollutions environnementales.